# Grab
 Ovo je glavno značenje pojma Grab. Za ostala značenja pogledajte Grab (razdvojba).
Grab (lat. Carpinus), rod korisnog, uresnog drveća iz porodice Betulaceae.
Porijeklo imena roda nije u potpunosti utvrđeno, dolazi možda od keltskih riječi karr (drvo) i penne (glava), što je bilo staro ime za grab kod Rimljana, ili dolazi od grčkog karpinos (plodonosan).
Najvažnija vrsta obični grab (C. betulus), iznimno je tvrdo, žilavo je i teško ga je rascjepit, pa se koristi za izradu raznog alata, pa i za ogrjev. Druga poznata vrsta bjelograb ili bijeli grab (C. orientalis), niskog je rasta, ali također čvrsto, pa se koristi u stolarstvu.

## Vrste
1. Carpinus betulus L., obični grab
2. Carpinus caroliniana Walter, američki grab
3. Carpinus chingiana C.C.Yang
4. Carpinus chuniana Hu
5. Carpinus cordata Blume
6. Carpinus dayongiana K.W.Liu & Q.Z.Lin
7. Carpinus faginea Lindl.
8. Carpinus fangiana Hu
9. Carpinus fargesiana H.J.P.Winkl.
10. Carpinus gigabracteatus Z.Qiang Lu
11. Carpinus hebestroma Yamam.
12. Carpinus henryana (H.J.P.Winkl.) H.J.P.Winkl.
13. Carpinus hupeana Hu
14. Carpinus insularis N.H.Xia, K.S.Pang & Y.H.Tong
15. Carpinus japonica Blume
16. Carpinus kawakamii Hayata
17. Carpinus kweichowensis Hu
18. Carpinus langaoensis Z.Qiang Lu & J.Quan Liu
19. Carpinus laxiflora (Siebold & Zucc.) Blume
20. Carpinus lipoensis Y.K.Li
21. Carpinus londoniana H.J.P.Winkl.
22. Carpinus luochengensis J.Y.Liang
23. Carpinus mengshanensis S.B.Liang & F.Z.Zhao
24. Carpinus microphylla Z.C.Chen ex Y.S.Wang & J.P.Huang
25. Carpinus minutiserrata Hayata
26. Carpinus mollicoma Hu
27. Carpinus monbeigiana Hand.-Mazz.
28. Carpinus oblongifolia (Hu) Hu & W.C.Cheng
29. Carpinus omeiensis Hu & W.P.Fang
30. Carpinus orientalis Mill., bjelograb, bijeli grab
31. Carpinus polyneura Franch.
32. Carpinus pubescens Burkill
33. Carpinus purpurinervis Hu
34. Carpinus putoensis W.C.Cheng
35. Carpinus rankanensis Hayata
36. Carpinus rupestris A.Camus
37. Carpinus shensiensis Hu
38. Carpinus shimenensis C.J.Qi
39. Carpinus stipulata H.J.P.Winkl.
40. Carpinus sungpanensis W.Y.Hsia
41. Carpinus tibetana Z.Qiang Lu & J.Quan Liu
42. Carpinus tientaiensis W.C.Cheng
43. Carpinus tropicalis (Donn.Sm.) Lundell
44. Carpinus tsaiana Hu
45. Carpinus tschonoskii Maxim.
46. Carpinus tsunyihensis Hu
47. Carpinus turczaninovii Hance
48. Carpinus viminea Lindl. ex Wall.
49. Carpinus ×schuschaensis H.J.P.Winkl.